# Генри де Феррерс
Генри де Феррерс (Феррьер) (англ. Henry de Ferrers, фр. Henri de Ferrières, лат. Henricus de Ferrariis; умер между 1093 и 1100) — нормандский рыцарь, сеньор де Феррьер-Сен-Илер, основатель английского дворянского рода Феррерсов. Судя по всему, участвовал в нормандском завоевании Англии, после которого получил обширные владения, по большей части в Дербишире и Стаффордшире, став одним из крупнейших англо-нормандских магнатов. Основал монастырь Татбери в Дербишире. После его смерти нормандские владения унаследовал старший сын Гильом, а английские — третий, Роберт, который во время правления короля Стефана Блуаского получил титул графа Дерби.

## Биография
Отцом Генри был мелкий нормандский феодал Уолкелин де Феррьер, владевший сеньорией с центром в Феррьер-Сент-Илер в Центральной Нормандии, в долине реки Рисль на территории современного департамента Эр. По свидетельству Вильяма Жюмьежского, он погиб в период малолетства Вильгельма I Завоевателя между 1035 и 1045 годами в стычке с Гуго де Монфором. Имя матери Генри неизвестно.
О Генри известно мало. Судя по всему, он участвовал в нормандском завоевании Англии. Хотя хронист Роберт Вас упоминает его среди участников битвы при Гастингсе в 1066 году, но других свидетельств этого не существует. Однако к 1086 году он получил от ставшего королём Вильгельма I Завоевателя обширные владения в английском королевстве. При этом ему были пожалованы обширные владения, как ранее входившие в личные владения трёх англосаксонских тэнов, так и выделенные из старых англосаксонских административных единиц.
Вскоре после завоевания Англии Генри стал первым кастеляном замка Стаффорд. Вероятно, около 1066—1067 годов ему были пожалованы владения в Беркшире и Уорикшире, конфискованные у Годрика, бывшего англосаксонского шерифа Беркшира. Примерно к концу 1068 года ему были пожалованы владения другого тэна, Бонди Сталлера, в Бакингемшире, Беркшире, Нортгемптоншире и Эссексе. И, наконец, в 1071 году Генри получил конфискованные у восставшего Сиварда Барна крупные поместья в Беркшире, Эссексе, Глостершире, Уорикшире, Ноттингемшире и Дербишире. Также после подчинения Северной Англии Феррерсу в 1070—1071 году были переданы земли в уэпентейке Эпплтри, простиравшиеся от Восточного Стаффордшира до Южного Дербишира, которыми ранее владел Гуго д’Авранш, получивший взамен в 1071 году другие владения и титул графа Честера. Центром этого большого и компактного поместья был замок Татбери. В дополнение к нему Генри были переданы ещё земли в Северном Дербишире и Западном Лестершире.
В 1085 году Феррерс упоминается в качестве одного из легатов, уполномоченных для проведения обзора королевства, результатом которого стало создание в 1086 году Книги Страшного суда. Согласно ей, Генри принадлежало 201 поместье в графствах Беркшир, Бакингемшир, Глостершир, Лестершир, Линкольншир, Ноттингемшир, Стаффордшир, Уорикшир, Уилтшир, Херефордшир и Эссекс, в которых он был главным арендатором, и ещё 101 поместье в графствах Беркшир, Бакингемшир, Дербишир, Глостершир, Лестершир, Ноттингемшир, Оксфордшир, Стаффордшир, Уилтшир, Херефордшир, Эссекс, где он был субарендатором. Наибольшее количество поместий располагалось в Дербишире и Стаффордшире. Неясно, как Феррерс получил эти владения: прямым дарением от короля или в результате брака.

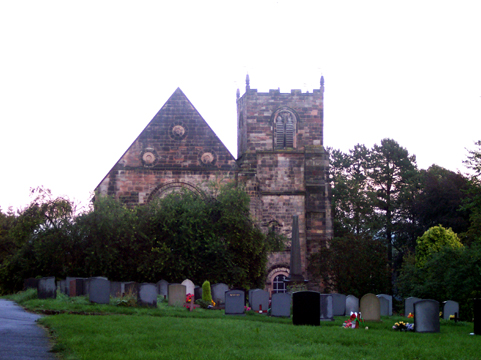
Церковь Св. Марии в Татбери, построенная Генри де Феррерсом

В качестве своей главной резиденции Генри выбрал замок Татбери, около которого на землях уэпентейка Эпплтри он с женой Бертой основал монастырь Татбери. В одних источниках его основание относят к 1089 году, в других — к 1080. Судя по сохранившимся документам середины XII века, с момента основания монастырь находился в подчинении нормандского аббатства Сен-Пьер-сюр-Див.
Поскольку Феррерс был ключевым администратором в графствах Дербишир и Стаффордшир, его имя регулярно появляется на королевских актах Вильгельма I Завоевателя и его преемника, Вильгельма II Рыжего, что подтверждает место Генри среди самых могущественных англо-нормандских магнатов. Последний раз он упоминается в сентябре 1093 года; Феррерс точно умер к 14 сентября 1100 года, когда в качестве свидетеля на хартии короля Генриха I Боклерка присутствует имя его сына Ингенульфа. Тело Генри было похоронено в основанном им аббатстве Татбери.
У Генри известно 4 детей. Из них старший сын, Гильом де Феррьер, основатель французской линии рода, унаследовал нормандские владения семьи. Он был сторонником герцога Нормандии Роберта Куртгёза. Второй сын, Ингенульф, ненадолго пережил отца, после чего его английские владения перешли к младшему брату, Роберту де Феррерсу, родоначальнику английской ветви рода и основному наследнику английских поместий отца. Во время правления короля Стефана Блуаского он получил титул графа Дерби.

## Брак и дети
Жена: Берта, чьё происхождение не установлено. Их дети:
- Гильом де Феррьер, сеньор де Феррьер, основатель французской ветви рода, сеньоров де Феррьер и де Шамбре[2][4][9].
- Ингенульф де Феррьер[2][К 3].
- Роберт де Феррьер (ум. 1139), 1-й граф Дерби с 1138 года, наследник английских владений рода[2][4].
- Амиция де Феррьер; муж: Найджел д’Обиньи из Кейнхо[англ.] в Бердфордшире (умер около 1100)[2][4].

Скорее всего у Генри был ещё минимум одна дочь, неизвестная по имени.